# Pheidole auropilosa
Pheidole auropilosa är en myrart som beskrevs av Mayr 1887. Pheidole auropilosa ingår i släktet Pheidole och familjen myror. Inga underarter finns listade i Catalogue of Life.